# BlazeRush
BlazeRush est un jeu vidéo de combat motorisé, développé par le studio russe Targem Games. Le jeu est sorti sur PlayStation 3 et sur PC via Steam en octobre 2014. Le 19 novembre 2014 a vu la sortie de la mise à jour du jeu 1.0.1 pour les utilisateurs PC. Le 19 février 2019, le jeu est sorti sur Nintendo Switch,.

## Système de jeu
BlazeRush est un jeu de course d'arcade où les joueurs s'affrontent sur diverses pistes de course dont l'objectif principal est de franchir la ligne d'arrivée en premier. Pendant la course, le joueur peut ramasser diverses armes avec des caractéristiques différentes. Les armes peuvent être utilisées à la fois pour l'attaque et la défense.

## Réceptions
Le jeu a reçu des « avis mitigés ou moyens » sur l'agrégateur de critique Metacritic, donnant une note de 66% sur la version PC et une note de 70% sur la version PlayStation 3.
De son côté, Gameblog affirma que « BlazeRush est une petite gâterie fourrée à l'huile de vidange qui laisse un arrière-goût définitivement explosif ».